# 호른 협주곡 1번 (슈트라우스)
호른 협주곡 1번 내림마장조 Op.11은 리하르트 슈트라우스가 1882년부터 1883년까지 작곡한 협주곡이다. 당시 작곡자는 나이가 18세였다.

## 개요
슈트라우스의 부친 프란츠 슈트라우스는 뛰어난 호른 연주자로 뮌헨의 궁정관현악단의 수석을 맡고 있었으며, 많은 지휘자부터 그 기량을 높게 평가받고 있었다. 한스 폰 뷜로는 프란츠 슈트라우스를 ‘호른의 요아힘’이라며 칭송했다. 프란츠는 바그너의 음악을 싫어했음에도 불구하고, 신임을 얻어 바그너의 본고장인 바이로이트 축제관현악단에 초대되어 바그너의 음악을 연주한적도 있다. (프란츠 슈트라우스가 바그너를 싫어했기 때문에 바그너도 그를 궁정관현악단 수석에서 내쫓으려고 했으나 그의 호른 연주에 감명받아 취소했다, 하지만 프란츠 슈트라우스가 바그너를 무시했고, 그런 프란츠 슈트라우스를 본 바그너도 그를 껄그러해서 이 불편한 관계는 한동안 지속됐다.) 어쨌든 이런 이유로 아들인 슈트라우스는 어린 시절부터 부친의 호른 연주를 접하고 있었고, 가령 기분이 안 좋을 때라도 그것을 들으면 미소를 지었다고 한다. 이러한 환경때문에 어렸을 때부터 호른에 강한 애착을 지니고 있었다. 그리고 작곡가로 되고 나서도 관현악에서 항상 호른을 중요시하고, 그것을 활약시키는 것을 잊지 않았다. 그럼에도 불구하고 슈트라우스는 호른 협주곡을 2곡 밖에 남기지 않았다. 그리고 제1번과 제2번 곡 사이에는 60년 정도의 틈이 있다.
호른 협주곡 1번은 1822년 태어난 부친 프란츠 슈트라우스의 환갑을 기념하여 작곡에 착수해서 대음 해인 1883년에 뮌헨에서 완성되었다. 따리서 이것은 바이올린 협주곡 라단조에 이어지는 슈트라우스의 2번째 협주곡 작품이 된다. 하지만 어렵게 써서 프란츠 슈트라우스는 연주하기에 부담이 됐다. 곡은 슈트라우스 자신의 편곡에 의한 호른과 피아노 형태로 곡이 완성되어, 바로 1883년에 뮌헨의 음악가 연맹의 연주회에서 초연되었다. 다만 그때 호른을 담당한 것은 부친이 아닌 제자인 브루노 호이야(Bruno Hoyer)였다. 피아노는 물론 슈트라우스가 맡았다. 관현악을 이용한 형태의 초연은 1885년 3월 4일에 마이닝겐의 궁정극장에서의 특별 연주회에서 뷜로가 지휘하는 마이닝겐 궁정악단과 수석 호른 연주자인 구스타프 라인호스(Gustav Leinhos, 1836~1096)에 의해 연주되었다. 뷜로는 이전인 1883년 12월 26일에 슈트라우스의 〈13개의 관악기를 위한 세레나데〉(Op.7)를 지휘한 것이 커다란 계기가 되어 슈트라우스의 작곡가로서의 재능을 인정하게 되었다. 이 때의 호른 연주자는 라인호스였는데 이후 슈트라우스와 라인호스는 서로 알게 되었다. 1884년 11월에 뷜로는 마이닝겐의 악단과 함께 뮌헨으로 연주여행을 했을 때 슈트라우스에게 이 ‘세레나데’와 같은 악기 편성의 13개의 관악기를 위한 모음곡 (Op.4) 초연의 지휘를 맡게 하여 슈트라우스의 지휘자로서의 솜씨도 높게 평가했다. 이렇게 뷜로의 강려한 추천으로 슈트라우스는 1885년 10월에 마이닝겐 악단의 뷜로의 보조지휘자(제2지휘자)로 취임한다. 악보는 1884년 8월에 뮌헨의 요제프 아이플 출판사에서 출판되었다. 그리고 후에 이 출판은 빈의 우니페르잘 출판사로 넘어갔다. 곡은 ‘왕립 작센 실내음악가 오스칼 프란츠’에게 헌정되었다. 오스칼 프란츠(Oscar Ftants)는 드레스덴의 작센 궁정관현악단의 수석 연주자를 맡고 있었는데 슈트라우스는 ‘세레나데’의 초연과 재연 때 출연했던 프란츠와 서로 알게 되었다. 그는 1886년 1월 29일에 드레스덴에서의 음악가 연명의 연주회 때에 이 곡을 처음으로 청중 앞에서 연주했다.
호른 협주곡 1번을 작곡할 무렵 슈트라우스는 부친에게 받은 영향으로 리스트와 바그너의 음악에 커다란 관심을 보이지 않고, 모차르트풍의 보수적인 작풍을 취하고 있었다. 그런 까닭에 이 곡에서는 후년의 교향시, 교향곡과 오페라 대가의 모습은 적어도 표면적으로는 거의 나타나지 않는다. 그러나 여기에는 장래가 촉망되고 있던 슈트라우스의 재능이 충분히 나타나고 있다. 그것과 동시에 이 곡은 선배 작곡가로부터의 영향도 소박하게 보이고 있다. 예를 들면 2악장에는 슈만풍의 시정이 있고, 3악장에 베버를 연상시키는 필치가 있다. 주제는 모두 슈트라우스의 개성을 강하게 내세운 것이라고는 말하기 어렵다. 다만 이것은 이 곡의 독주 호른 파트를 슈트라우스가 밸브가 없는 자연호른(내추럴 호른, 또는 발트 호른)을 의식하고 썼으므로 선율의 진행에 제약이 있고, 반음계적인 움직임이 조심스럽게 되어, 화음을 펀친 형태의 것이 많아진다는 것에 따른다. 다만 슈트라우스는 실제 악보에서는 그 무렵 점점 일반적인 악보로 되어온 F조의 호른을 그것에 적용시키고 있다.(관현악의 호른은 Eb조). 또한 부친 프란츠 슈트라우스는 이 곡을 빈번하게 연주하지는 않았지만, 이 호른 파트를 높은 B조로 불었다고 한다. 이 곡에서 슈트라우스적인 것과 대담함이 전혀 두드러지지 않은 것은 아니다. 예를 들면 관현악 처리에는 후의 슈트라우스를 예견시키는 듯한 신선함과 빛남이 있다. 이것은 부친의 환갑을 축하하는 것과도 관계가 있을 것이다. 또한 이 곡은 3악장제를 취하고 있지만, 규모는 작다. 그리고 악장 사이의 단절이 없고, 동기의 관련에 의한 전체의 통일성과 집약성에 배려했으며, 슈트라우스가 종하게 되는 단일악장을 지향하기 시작했다고도 해석할 수 있다. 그리고 1악장과 3악장에서 소나타 형식을 내버리고 있는 것과 2악장을 동시대에서는 드문 조성으로 하고 있는 것도 특색이다.

## 악기편성
독주 호른, 플루트 2, 오보에 2, 클라리넷 2, 호른 2, 트럼펫 2, 팀파니, 현5부

## 연주시간
- 약 15분 (각 악장: 5분 남짓)

## 구성

### 제1악장
알레그로 내림마장조 4/4박자. 자유로운 론도 형식. 전체 관현악의 팡파레로 개시하면 호른의 팡파레풍의 주요 주제로 시작된다. 그것을 관현악이 화보하면, 온화한 제1부주제가 호른으로 등장한다. 제2부주제도 낭랑한 선율이다. 경과적으로 사용되는 투티에 의한 힘찬 펼침화음의 악구는 이어지는 2악장에서도 중요한 역할을 한다.

### 제2악장
안단테 내림가장조 3/8박자. 3부 형식. 1악장에서 단절없이 계속된다. 내림가단조라는 조성은 고전파와 낭만파의 협주곡과 교향곡 악장에서는 드물지만, 으뜸조와는 3도 관계에 있다. 호른으로 조용하고 평온한 주제를 연주한다. 이것은 1악장의 제1부주제에서 이끌려나운 선율이다. 그 반주나 그 밖의 것으로 1악장의 악상들이 활용된다. 그리고 중간부의 선율을 크게 강조한 후에 제1부가 되며, 단절없이 3악장으로 들어간다.

### 제3악장
론도 알레그로 내림마장조 6/8박자. 1악장에서 사용된 악구를 이용한 관현악 서주로 시작하고 호른이 주요주제를 나타낸다. 이것은 1악장의 악보4에서 유래하는 것이다. 그 외에 낭랑한 부주제도 두고, 악보5의 동기도 활용하고 있다. 부주제와 2악장의 중심주제도 인용되며 진행한다.

## 참고 문헌
- 《작곡가별 명곡해설 라이브러리》 22권 '슈트라우스' 〈음악지우사〉 (音樂世界)